# Rillington Place
Rillington Place är en brittisk dramathrillerserie från 2016. Miniserien bygger på verkliga händelser, och handlar om den brittiske seriemördaren John Christie och hans offer i 1940- och 1950-talets London. Serien visades på SVT 2018.

## Rollista i urval
- Tim Roth – John Christie
- Samantha Morton – Ethel Christie
- Nico Mirallegro – Timothy Evans
- Jodie Comer – Beryl Evans
- Gilly Gilchrist – kriminalkommissarien
- Eiry Thomas – Mrs. Probert
- Christopher Hatherall – Harry
- Tim Bentinck – doktor Odess
- Sonya Cassidy – Janice
- John-Paul Hurley – Albert Pierrepoint